# Carlisle United Football Club 2017-2018
Questa voce raccoglie le informazioni riguardanti il Carlisle United Football Club nelle competizioni ufficiali della stagione 2017-2018

## Maglie e sponsor
Lo sponsor tecnico per la stagione 2017-2018 è Umbro, mentre lo sponsor ufficiale è Edinburgh Woollen Mill.
| Manica sinistra · Manica sinistra · Maglietta · Maglietta · Manica destra · Manica destra · Pantaloncini · Pantaloncini · Calzettoni | Manica sinistra · Manica sinistra · Maglietta · Maglietta · Manica destra · Manica destra · Pantaloncini · Pantaloncini · Calzettoni |  |

## Rosa
| N. |                        | Ruolo | Calciatore                |
| -- | ---------------------- | ----- | ------------------------- |
| 1  | Inghilterra (bandiera) | P     | Jack Bonham               |
| 2  | Inghilterra (bandiera) | C     | Tom Miller                |
| 3  | Inghilterra (bandiera) | D     | Danny Grainger (capitano) |
| 4  | Inghilterra (bandiera) | C     | Luke Joyce                |
| 5  | Inghilterra (bandiera) | C     | Gary Liddle               |
| 6  | Inghilterra (bandiera) | D     | Tom Parkes                |
| 7  | Inghilterra (bandiera) | C     | Jason Kennedy             |
| 8  | Inghilterra (bandiera) | C     | Mike Jones                |
| 9  | Inghilterra (bandiera) | A     | Hallam Hope               |
| 10 | Galles (bandiera)      | C     | Nicky Adams               |
| 11 | Irlanda (bandiera)     | C     | Jamie Devitt              |
| 12 | Inghilterra (bandiera) | C     | Samir Nabi                |
| 13 | Giamaica (bandiera)    | C     | Jamal Campbell-Ryce       |
| 14 | Inghilterra (bandiera) | A     | Richie Bennett            |

| N. |                        | Ruolo | Calciatore      |
| -- | ---------------------- | ----- | --------------- |
| 15 | Galles (bandiera)      | P     | Louis Gray      |
| 16 | Inghilterra (bandiera) | D     | Mark Ellis      |
| 17 | Inghilterra (bandiera) | D     | James Brown     |
| 18 | Irlanda (bandiera)     | C     | John O'Sullivan |
| 19 | Bermuda (bandiera)     | C     | Reggie Lambe    |
| 21 | Inghilterra (bandiera) | D     | Kelvin Etuhu    |
| 22 | Inghilterra (bandiera) | P     | Morgan Bacon    |
| 23 | Inghilterra (bandiera) | A     | Cole Stockton   |
| 25 | Inghilterra (bandiera) | C     | Jordan Holt     |
| 26 | Inghilterra (bandiera) | C     | Jack Egan       |
| 28 | Canada (bandiera)      | C     | Kris Twardek    |
| 29 | Inghilterra (bandiera) | D     | Clint Hill      |
| 30 | Inghilterra (bandiera) | A     | Ashley Nadesan  |
|    | Inghilterra (bandiera) | A     | Steven Rigg     |